# 빈센트 (가수)
빈센트(1989년 8월 2일 ~ )는 대한민국의 싱어송라이터이자 기타리스트로  슈퍼스타K3 참가자이다.

## 학력
- 홍익대학교 산업 공학과 졸업

## 방송 출연
- 《슈퍼스타 K3》 (Mnet, 2011년)

## 음반 목록
- 《MA FUN CITY》 (2012년)
- 《취했어》 (2014년)
- 《아무래도》 (2016년)
- 《Thinking About》 (2016년)
- 《Now us 1/2》 (2016년)
- 《Now Us 2/2》 (2017년)
- 《Who You Are》 (2017년)
- 《Talk about》 (2018년)

## 참여 음반
- 《This Is Diss》 (2013년)
  - 〈This Is Diss (부제 60초 후 탈락)〉
- 《키썸 - Put It Down》 (2014년)
  - 〈Put It Down (Feat. 민훈기)〉
- 《키썸 - Like It》 (2014년)
  - 〈Put It Down (Feat. 민훈기)〉

### OST
- 《일년에 열두남자 OST Part 2》 (2012년)
- 《아이 러브 이태리 OST Part 3》 (2012년)
  - 〈우리 사랑 할까요〉 (with 김지숙)
  - 〈우리 사랑할까요 (Inst.)〉 (with 김지숙)
- 《아이 러브 이태리 OST》 (2012년)
  - 〈우리 사랑 할까요〉 (with 김지숙)
- 《네일샵 파리스 OST Part 3》 (2013년)
- 《이리와 안아줘 OST Part 4》 (2018년)

슈스케 브라더스
- 《21세기 가족 OST》 (2012년)

## CF
- 알바천국 (2013년)